# Casa al carrer Major, 44 (l'Arboç)
La Casa al carrer Major, 44 és una obra modernista de l'Arboç (Baix Penedès) inclosa a l'Inventari del Patrimoni Arquitectònic de Catalunya.

## Descripció
És un edifici compost de tres plantes. Els baixos són modificats, i presenten una porta de llinda que conté una botiga de queviures i a la dreta una altra de petita que és l'entrada a l'habitatge. La planta noble té balconada de dues portes balconeres amb llinda decorada mitjançant relleus i barana de ferro forjat, que recorre tota la façana. La segona planta consta de dos balcons d'una sola porta balconera amb les mateixes característiques que els de la planta inferior. Tot l'edifici és rematat per una barana de pedra amb decoració geomètriques.